# حمل طبيعي (فيزياء)
الحمل الطبيعي (بالإنجليزية: Natural convection)‏ هو تدفق أو حركة سائل مثل الماء أو غاز مثل الهواء، والذي لا تُولَّد حركة السائل فيه بواسطة مصدر خارجي (مثل مضخة أو مروحة أو جهاز شفط، إلى ما هنالك) بل نتيجةً لكون أحد أجزاء السائل أثقل من بقية الأجزاء. القوة المحركة للحمل الطبيعي هي قوى الجاذبية. على سبيل المثال: عند وجود طبقة من الهواء البارد الكثيف فوق طبقة أسخن وأقل كثافة، تسحب قوى الجاذبية الطبقة العلوية الأكثر كثافة بشكل أكبر فتهبط نحو الأسفل، بينما تصعد الطبقة الأسخن والأقل كثافة لتحل مكانها. يولد ذلك تيارًا دوارًا هو تيار الحمل. نظرًا إلى اعتماده على الجاذبية الأرضية، لا يوجد حمل في بيئات السقوط الحر (العطالية)، مثل التي توجد في محطات الفضاء الدولية. يمكن أن يحدث الحمل الطبيعي عندما توجد منطقة ساخنة وأخرى باردة في الماء أو الهواء، لأن كثافة كلٍ من الماء والهواء تنخفض عند تسخينهما. ولكنه يحدث في المحيطات (على سبيل المثال) بسبب كون الماء المالح أثقل من الماء العذب، فتسبب طبقة الماء المالح فوق طبقة الماء الأقل ملوحة حدوث الحمل.
حاز الحمل الطبيعي على اهتمام العلماء كثيرًا بسبب وجوده في كل من الطبيعة والتطبيقات الهندسية. في الطبيعة، تُعد خلايا الحمل المتشكلة من الهواء الصاعد فوق أرض أو ماء مُسخنَين بواسطة أشعة الشمس السمة الرئيسية لجميع أنظمة الطقس. يُشاهد الحمل أيضًا في عمود الهواء الساخن المتصاعد من النار، وفي حركة الصفائح التكتونية وفي تيارات المحيط (الدورة الحرارية الملحية) وتشكل رياح البحر (حيث يتأثر الحمل الصاعد أيضًا بقوى كوريوليس). يُشاهد الحمل في التطبيقات الهندسية بشكل شائع في تشكل البنى الدقيقة أثناء تبريد المعادن المُذابة، وفي تدفق السائل حول زعانف تبديد الحرارة، والبرك الشمسية. من تطبيقات الحمل الطبيعي الصناعية الشائعة كثيرًا تبريد الهواء الحر من دون مراوح: يحدث في نطاقات صغيرة (شرائح الحاسوب) أو في المعدات كبيرة الحجم.

## تشكل النمط
يُعد الحمل وبشكل خاص حمل رايلي-بينارد (حيث يكون سائل الحمل محتوىً ضمن صفيحتين أفقيتين صلبتين) مثالًا مناسبًا عن النظم المشكلة للأنماط.
عندما يُغذى النظام بالحرارة من اتجاه واحد (عادةً من الأسفل) فإنها تنتشر بالتوصيل فقط عند القيم الصغيرة من الأسفل نحو الأعلى من دون أن يتسبب ذلك بتدفق السائل. يحدث تشعب في النظام عندما يزداد تدفق الحرارة فوق قيمة رقم رايلي الحدية ويتغير من حالة التوصيل المستقرة إلى حالة الحمل الحراري فتبدأ حركة جزيئات السائل الناتجة عن الحرارة. يكون شكل التدفق متناظرًا إذا كانت معاملات السائل الأخرى غير الكثافة لا تتغير قيمها بشكل كبير مع تغير الحرارة، ويكون حجم السائل الصاعد مساويًا لحجم السائل الهابط. يعرف ذلك باسم حمل بوسينِسك.
قد تحدث تغيرات ملحوظة في متغيرات السائل الأخرى (غير الكثافة) بسبب الحرارة عندما يصبح فرق درجة الحرارة بين أعلى وأسفل السائل كبيرًا. من الأمثلة عن ذلك متغير اللزوجة الذي قد بالتباين أفقيًا بشكل ملحوظ على امتداد طبقات السائل. يكسر ذلك تناظر النظام، ويغير بشكل عام نمط حركة السائل الصاعدة والهابطة من شرائط إلى أشكال سداسية الأضلاع. هذه الأشكال السداسية هي أحد الأمثلة عن خلية الحمل.
كلما ازدادت قيمة رقم رايلي فوق القيمة التي يبدأ عندها ظهور خلايا الحمل، زادت إمكانية ظهور تشعبات أخرى في النظام، وقد يبدأ ظهور أنماط أعقد مثل الأشكال الحلزونية.

## حمل الماء عند درجات التجمد
الماء سائل لا يخضع لتقريب بوسينِسك، وذلك بسبب تغير كثافته تبعًا للحرارة بشكل غير خطي ما يعطي معامل تمدد مختلف عند درجات الحرارة القريبة من التجمد. تصل كثافة الماء إلى قيمتها العظمى عند درجة حرارة 4 ْم وتنخفض مع انحراف درجة الحرارة عن تلك القيمة. دُرسَت هذه الظاهرة بالاعتماد على التجربة والطرق العددية. يكون الماء راكدًا في البداية على درجة حرارة 10 ْم ضمن تجويف مربع الشكل. يُسخَّن الماء بشكل متباين بين الجدارين العموديَّين فتكون درجة حرارة الجدار الأيسر 10 ْم والأيمن 0 ْم. يظهر شذوذ الكثافة من خلال نمط التدفق. تزداد كثافة الماء عند تبريده عند الجدار الأيمن، وهذا ما يُسرِّع من التدفق المتجه نحو الأسفل. يؤدي انخفاض الكثافة أثناء تطور التدفق واستمرار انخفاض درجة حرارة الماء إلى تشكل تيار إعادة تدوير عند الزاوية السفلية اليمنى من التجويف.
من الأمثلة الأخرى عن تلك الظاهرة هو فرط التبريد، الذي يُبرَّد فيه الماء إلى درجات حرارة أدنى من درجة التجمد ولكن لا يبدأ بالتجمد مباشرةً. يُصطَنع التدفق تحت الظروف نفسها آنفة الذكر، وتُخفَّض بعد ذلك درجة حرارة الجدار الأيمن إلى -10 ْم. يؤدي ذلك إلى حدوث فرط تبريد للماء عند ذلك الجدار، وتشكيل تدفق مع عكس اتجاه عقارب الساعة يتغلب في البداية على التيار الدافئ. يتشكل ذلك العمود نتيجة تأخر تشكل أنوية الجليد. بمجرد بداية تشكل الجليد، يعود التدفق إلى نمط مشابه للنمط السابق وينتشر التصلب بشكل تدريجي إلى أن يُعاد تشكُل التدفق.

## الحمل في الوشاح
الحمل في وشاح الكرة الأرضية هو القوة المحركة للصفائح التكتونية. يحدث الحمل في الوشاح نتيجة تدرج حراري: الوشاح السفلي أسخن من الوشاح العلوي ونتيجة لذلك يكون أقل كثافة منه. يؤدي ذلك إلى نوعين رئيسيين من عدم الاستقرار. في النوع الأول، تصعد أعمدة من الوشاح السفلي وتتراجع المناطق غير المستقرة من الغلاف الصخري داخل الوشاح. في النوع الثاني، تنغرس الصفائح المحيطية المندسة (التي تشكل عمومًا طبقة الحد الحراري العلوي للوشاح) داخل الوشاح وتتحرك نحو الأسفل باتجاه الحد بين اللب والوشاح. يحدث الحمل في الوشاح بمعدل بضع سنتيمترات في السنة، ويتطلب اكتمال دورة الحمل الواحدة مئات ملايين السنين.
تُظهر قراءات قياس تدفق النيوترينو من لب الأرض أن مصدر ما يقارب ثلثي الحرارة في اللب الداخلي للأرض هو التحلل الإشعاعي لنظير البوتاسيوم 40K واليورانيوم والثوريوم. سمح ذلك باستمرار حركة الصفائح لوقت أطول بكثير مما لو أنها كانت مدفوعة فقط بواسطة الحرارة المتبقية من تشكُل الأرض، أو بواسطة الحرارة الناتجة عن الطاقة الكامنة للجاذبية التي تتسبب بإعادة ترتيب الأجزاء الأكثر كثافة من داخل الأرض وتحركها باتجاه مركز الكوكب (وهو نوع طويل الأمد من الهبوط والاستقرار).